# Cheilanthes belensis
Cheilanthes belensis là một loài dương xỉ trong họ Pteridaceae. Loài này được Weath. ex Copel. mô tả khoa học đầu tiên năm 1942.
Danh pháp khoa học của loài này chưa được làm sáng tỏ. 